# Calendario bahaí
El calendario de la religión bahá'í está basado en el año solar de 365 días, cinco horas y unos cincuenta minutos. Cada año está dividido en 19 meses de 19 días, cada uno con 4 días intercalares (5 si el año es bisiesto), llamados Ayyám-i-Há (del árabe Días de Há o Días de la Esencia Divina) días los cuales, Bahá'u'lláh especificó que deben ir después del décimo octavo mes. El día de año nuevo (Naw Rúz) cae entre el 20 y 22 de marzo en el calendario gregoriano, Naw-Rúz se celebra según el calendario gregoriano el día anterior después de la puesta del sol porque el día bahá’í comienza con la puesta del Sol.
Bahá'u'lláh en el Kitáb-i-Aqdas Naw-Rúz define Naw-Rúz como el día bahá'í en el que se produce el equinoccio de primavera. Desde los tiempos inicio al ponerse el sol, si el equinoccio de ocurrió justo antes del atardecer, el día que comenzó el anterior es la puesta de sol Naw-Ruz. Por lo tanto Naw-Rúz podría recaer en cualquiera desde el 20 de marzo, 21 o 22. La aplicación de los plazos exactos de Naw-Ruz por los bahá'ís de todo el mundo depende de la elección de un punto particular en la Tierra y se ha dejado la decisión a la Casa Universal de Justicia, el Consejo de Administración de los bahá'ís, la cual ha decidido tomar como punto de referencia la ciudad de Teherán, cuna de la fe.

## Los meses
Los nombres de los meses del calendario bahá'í, fueron establecidos por el Báb. Quién estableció los 19 nombres de Dios mencionados en una oración que se dice durante el mes de ayuno del islam y que corresponden a los atributos de Dios. Estos son:
| Nombre árabe | Grafía árabe | Traducción               | Fecha gregoriana *(Ver Aclaración más Abajo) |
| ------------ | ------------ | ------------------------ | -------------------------------------------- |
| Bahá         | بهاء         | Esplendor                | 21 de marzo — 8 de abril                     |
| Jalál        | جلال         | Gloria                   | 9 de abril — 27 de abril                     |
| Jamál        | جمال         | Belleza                  | 28 de abril — 16 de mayo                     |
| ‘Aẓamat      | عظمة         | Grandeza                 | 17 de mayo — 4 de junio                      |
| Núr          | نور          | Luz                      | 5 de junio — 23 de junio                     |
| Raḥmat       | رحمة         | Misericordia             | 24 de junio — 12 de julio                    |
| Kalimát      | كلمات        | Palabras                 | 13 de julio — 31 de julio                    |
| Kamál        | كمال         | Perfección               | 1 de agosto — 19 de agosto                   |
| Asmá’        | اسماء        | Nombres                  | 20 de agosto — 7 de septiembre               |
| ‘Izzat       | عزة          | Fuerza                   | 8 de septiembre — 26 de septiembre           |
| Mashíyyat    | مشية         | Voluntad                 | 27 de septiembre — 15 de octubre             |
| ‘Ilm         | علم          | Conocimiento             | 16 de octubre — 3 de noviembre               |
| Qudrat       | قدرة         | Poder                    | 4 de noviembre — 22 de noviembre             |
| Qawl         | قول          | Discurso                 | 23 de noviembre — 11 de diciembre            |
| Masá’il      | مسائل        | Preguntas                | 12 de diciembre — 30 de diciembre            |
| Sharaf       | شرف          | Honor                    | 31 de diciembre — 18 de enero                |
| Sulṭán       | سلطان        | Soberanía                | 19 de enero — 6 de febrero                   |
| Mulk         | ملك          | Dominio                  | 7 de febrero — 25 de febrero                 |
| Ayyám-i-Há   | ايام الهاء   | Días de Há(intercalares) | 26 de febrero — 1 de marzo                   |
| ‘Alá’        | علاء         | Sublimidad               | 2 de marzo — 20 de marzo (Mes de ayuno)      |

* Aclaración Importante:
Las fechas gregorianas mencionadas en la tabla son válidas solamente en caso de que Naw Rúz ese año coincida con el 21 de marzo del calendario gregoriano.
La festividad de Naw-Rúz cae en el día en que el sol entra en el signo de aries, tomando como referencia Teherán, (el momento del equinoccio de primavera en el hemisferio norte) por tanto dependiendo del horario en que ocurre la puesta del sol puede variar su fecha con relación al calendario gregoriano entre los días 19, 20 y 21 de marzo, modificando a su vez la todas las referencias a fechas del calendario badí con respecto al calendario gregoriano.
El día bahá'í es el periodo comprendido entre una puesta del sol y la siguiente, por tanto el día en que se observa una fiesta o día sagrado comienza con la puesta del sol del día anterior a las fechas del calendario gregoriano.

## Los días
También existe una nomenclatura para los días de la semana. Estos son:
| Nombre árabe | Alfabeto árabe | Traducción    | Día de la semana |
| ------------ | -------------- | ------------- | ---------------- |
| Jalál        | جلال           | Gloria        | Sábado           |
| Jamál        | جمال           | Belleza       | Domingo          |
| Kamál        | كمال           | Perfección    | Lunes            |
| Fiḍál        | فضال           | Gracia        | Martes           |
| ‘Idál        | عدال           | Justicia      | Miércoles        |
| Istijlál     | استجلال        | Majestuosidad | Jueves           |
| Istiqlál     | استقلال        | Independencia | Viernes          |

El día bahaí de descanso es istiqlál (viernes) Y el día bahaí empieza y acaba con la puesta del Sol. Cada uno de los días del mes tiene además un nombre de un atributo de Dios. Los nombres son los mismos que los de los 19 meses; así Naw-Rúz, el primer día del primer mes, debe ser considerado como 'día de Bahá del mes Bahá'. Si cae en sábado, el primer día de la semana bahaí, también será 'día de jalál'.
Ayyám-i-Há
Literalmente, Días de Há. Los días intercalares son 4 días (5 en años bisiestos) antes del último mes bahaí del año, 'Alá', que es el mes del ayuno. Bahá'u'lláh designó los días intercalares como Ayyám-i-Há en el Kitáb-i-Aqdas y especificó cuándo debían ser; el Bab dejó esto indefinido. Los días de Ayyám-i-Há son una preparación espiritual para el ayuno, días de hospitalidad, caridad y de darse regalos unos a otros.

## Los ciclos (Váhid)
El calendario bahaí compara 19 años con un ciclo, o váhid.
En sus escrituras, reveladas en árabe, el Báb divide los años siguientes a la fecha de su revelación en ciclos de 19 años cada uno.
Cada ciclo de 19 años se llama váhid; 19 ciclos constituyen un periodo llamado Kull-i-Shay.
Los nombres de los años de cada ciclo son:
| N.º | Nombre persa | Alfabeto árabe | Traducción      |
| --- | ------------ | -------------- | --------------- |
| 1   | Alif         | ألف            | La letra «A»    |
| 2   | Bá’          | باء            | La letra «B»    |
| 3   | Ab           | أب             | Padre           |
| 4   | Dál          | دﺍﻝ            | La letra «D»    |
| 5   | Báb          | باب            | Puerta          |
| 6   | Váv          | وﺍو            | La letra «V»    |
| 7   | Abad         | أبد            | Eternidad       |
| 8   | Jád          | جاد            | Generosidad     |
| 9   | Bahá'        | بهاء           | Esplendor       |
| 10  | Ḥubb         | حب             | Amor            |
| 11  | Bahháj       | بهاج           | Encantador      |
| 12  | Javáb        | جواب           | Respuesta       |
| 13  | Aḥad         | احد            | Solo            |
| 14  | Vahháb       | وﻫﺎب           | Bondad          |
| 15  | Vidád        | وداد           | Afecto          |
| 16  | Badí‘        | بديء           | Comienzo        |
| 17  | Bahí         | بهي            | Luminosidad     |
| 18  | Abhá         | ابهى           | Lo más luminoso |
| 19  | Váḥid        | واحد           | Unidad          |

## Días sagrados
El calendario bahá'í contempla 9 días sagrados, en los que se alienta a los bahá'ís a abstenerse de trabajar. Aparte de estos 9 días, hay otros 2 días también especiales.
| Nombre                       | Fecha         | Se trabaja |
| ---------------------------- | ------------- | ---------- |
| Naw-Rúz (Año nuevo)          | 1 de Bahá     | No         |
| Primer día de Riḍván         | 13 de Jalál   | No         |
| Noveno día de Riḍván         | 2 de Jamál    | No         |
| Duodécimo día de Riḍván      | 5 de Jamál    | No         |
| Declaración del Báb          | 8 de 'Azamat  | No         |
| Ascensión de Bahá'u'lláh     | 13 de 'Azamat | No         |
| Martirio del Báb             | 17 de Rahmat  | No         |
| Nacimiento del Báb           | Variable*     | No         |
| Nacimiento de Bahá'u'lláh    | Variable*     | No         |
| Día de la Alianza            | 4 de Qawl     | Sí         |
| Fallecimiento de Abdu'l-Bahá | 6 de Qawl     | Sí         |

* Aclaración Importante:
El doble natalicio (nacimiento del Báb y Bahá'u'lláh) se observará a partir de la implementación del calendario badi el primer y el segundo día siguientes al octavo novilunio después de Naw-Rúz, que se determinará por adelantado mediante cuadros astronómicos que tomen Teherán como punto de referencia. Como consecuencia, la observancia del doble natalicio se desplazará de un año a otro entre los meses de mashíyyat, ‘ilm y qudrat del calendario badí, o desde mediados de octubre a mediados de noviembre según el calendario gregoriano.

## Calendario dinámico
- Calendario bahaí dinámico
- Fechas del calendario bahaí
- Bahá’í Calendar app for iOS

- Datos: Q373037
- Multimedia: Calendars / Q373037